# Чорноморський маяк
Чорномо́рський мая́к (до 2017 — Іллічівський) — маяк, розташований на березі Чорного моря при вході до міста Чорноморськ, Одеської області.

## Історія
Чорноморський маяк побудовано й відкрито 1965 року. Відповідно до постанови Кабінету Міністрів України від 25 січня 2017 року № 46 назву «Іллічівський маяк» змінено на «Чорноморський маяк».
Маяк Чорноморський має форму круглої вежі, висотою 19 метрів, пофарбованої червоними та білими горизонтальними смугами. Його зображення прикрашає герб міста.
Чорноморський маяк як символ міста має популярність серед мандрівників і рибалок. З пірса маяка відкривається чудовий краєвид на морське узбережжя Чорного моря, а місцеві риболови використовують пірс для ловлі риби.
«Чорноморським маяком» зветься одна з головних міських газет (офіційний ЗМІ міської влади).